# Zaskrodzie (gromada)
Zaskrodzie – dawna gromada, czyli najmniejsza jednostka podziału terytorialnego Polskiej Rzeczypospolitej Ludowej w latach 1954–1972.
Gromady, z gromadzkimi radami narodowymi (GRN) jako organami władzy najniższego stopnia na wsi, funkcjonowały od reformy reorganizującej administrację wiejską przeprowadzonej jesienią 1954 do momentu ich zniesienia z dniem 1 stycznia 1973, tym samym wypierając organizację gminną w latach 1954–1972.
Gromadę Zaskrodzie z siedzibą GRN w Zaskrodziu utworzono – jako jedną z 8759 gromad – w powiecie kolneńskim w woj. białostockim, na mocy uchwały nr 17/V WRN w Białymstoku z dnia 4 października 1954. W skład jednostki weszły obszary dotychczasowych gromad: Obiedzino i Koziki Olszyny ze zniesionej gminy Lachowo, Wścieklice ze zniesionej gminy Mały Płock oraz Zaskrodzie wraz z kolonią Dzierzbia z dotychczasowej gromady Dzierzbia ze zniesionej gminy Stawiski w tymże powiecie. Dla gromady ustalono 11 członków gromadzkiej rady narodowej.
31 grudnia 1959 z gromady Zaskrodzie wyłączono Kolonię Dzierzbia oraz obszar lasów państwowych N-ctwa Mały
Płock obejmujący oddziały 26 i 28—31, włączając je do gromady Poryte Włościańskie, po czym gromadę Zaskrodzie zniesiono włączając jej (pozostały) obszar do nowo utworzonej gromady Kolno.